# Peter Goldring
Pour les articles homonymes, voir Goldring.
Peter Goldring (né le 12 décembre 1944 à Toronto) est un homme d'affaires et homme politique canadien ; il a été député à la Chambre des communes du Canada, représentant la circonscription albertaine de Edmonton-Est de 1997 à 2015. 

## Biographie
D'abord élu sous la bannière du Parti réformiste, il siège ensuite avec l'Alliance canadienne et membre du Parti conservateur du Canada. Le 5 décembre 2011, il se retire du caucus conservateur à la suite d'une histoire de conduite avec facultés affaiblies; il réintègre celui-ci en juin 2013.
Dans l'opposition, il a été porte-parole en matière d'Itinérance, de logement social, d'Anciens combattants, et de Travaux publics et services gouvernementaux. En 2004, Goldring se rend aux Îles Turks-et-Caïcos pour explorer les possibilités d'annexion par le Canada. Toutefois, ce projet n'a pas abouti. Il ne s'est pas représenté lors des élections générales de 2015.